# Predictive Energy Control
Predictive Energy Control (sinngemäß dt.: vorausschauendes Energiemanagement) auch Predictive Energy Management ist ein möglicher Bestandteil eines fortgeschrittenen Energiemanagementsystems für Hybridautos, also für Fahrzeuge, die über einen Verbrennungsmotor und einen Elektromotor verfügen. Solche Fahrzeuge verfügen über die Möglichkeit den Elektromotor beim Abbremsvorgängen als Generator einzusetzen und so Bewegungsenergie zunächst in elektrische Energie umzuwandeln, in einem Akkumulator zu speichern, um sie später wieder für die Beschleunigung zu nutzen (Rekuperation).
Die Predictive Energy Control nutzt vor allem die exakte Kenntnis einer geplanten Fahrroute und zu diesen Strecken eingespeicherte Informationen, vor allem Höhenverläufe und Geschwindigkeitsbeschränkungen, um den Geschwindigkeitsverlauf, den Beschleunigungs- und Abbremsbedarf optimal für Energieeinsatz, Energiemix und Energierückgewinnung zu nutzen. Grundlegend für diese Technik waren 2009 die Untersuchungen von T. van Keulen, B. de Jager, A. Serrarens und M. Steinbuch für Lastkraftwagen.
Außerdem (Bereich: Predictive Cruise Control, vorausschauende Geschwindigkeitskontrolle) kann die Predictive Energy Control auch mit einem Fahrzeugradar gekoppelt werden, mit dem Ziel beim Abbremsen des vorausfahrenden Fahrzeugs den Bremsvorgang des eigenen Fahrzeugs möglichst optimal für die Rekuperation zu nutzen, besser als es der Fahrer ohne Assistenzsystem könnte.
Verbaut sind solche Systeme im Bereich PKW z. B. im Audi Q7 e-tron und im Kia Niro.